# Боярышник Мейера
Боярышник Мейера (лат. Crataegus meyeri) — кустарник или небольшое дерево, вид рода Боярышник (Crataegus) семейства Розовые (Rosaceae).

## Распространение и экология
В природе ареал вида охватывает Кавказ, Малую Азию и северные районы Ирана.
Растёт в зарослях кустарников, по каменистам склонам гор, на высоте 800—2000 м над уровнем моря, единичными кустами.

## Ботаническое описание
Кустарник или деревцо, высотой 1,5—3, иногда до 4 м. Ветви серо- или красно-бурые. Молодые побеги мохнато-войлочно опушенные. Колючки длиной 0,5—1,5 см, немногочисленные, обычно имеются также и облиственные колючки.
Листья сверху тёмно-зелёные, с нижней стороны более светлые; на коротких побегах нижние листья обратно-продолговато-овальные или обратнояйцевидные, к основанию узко-клиновидно-суженные и лишь на вершине зубчатые, надрезанные, или трёхлопастные; верхние в очертании обратнояйцевидные, ромбические или продолговато-ромбические с более широким, клиновидным, реже почти срезанным основанием, большей частью глубоко пятираздельные с тремя верхними почти равными долями, по величине значительно уступающими нижним, или с трёхнадрезанной крупной средней долей; лопасти узкие, с наружной стороны на вершине пальчатые, верхние иногда цельнокрайные, выемки между ними глубокие, нередко щелевидные, когда края лопастей почти соприкасаются или даже налегают друг на друга. Листья длинных побегов 5—7-лопастные, с горизонтально распростёртыми нижними долями, с более широкими туповатыми лопастями и с более крупными, частично надрезанными зубцами.
Соцветия диаметром 3—5 см, 10—15-цветковые, с серовато-войлочно опушёнными осями и цветоножками длиной 3—10 (до 20) мм. Цветки диаметром около 1,5 см, с продолговато-ланцетными чашелистиками, отогнутыми при плодах, густо опушёнными, так же как гипантий; тычинок 20; столбиков, как правило, два.
Плоды коротко-эллипсоидальные, к основанию несколько расширенные, тупо 5-гранистые, диаметром 12—18 мм, тёмно-винно-красные, мясистые. Косточеки в числе двух, реже одной, выпуклые и неглубоко бороздчатые со спинной стороны, плоские, почти гладкие, с брюшной стороны.
Цветение в мае. Плодоношение в сентябре — октябре.

## Таксономия
В прошлом был широко известен под названием Crataegus oxyacantha.
Вид Боярышник Мейера входит в род Боярышник (Crataegus) трибы Pyreae подсемейства Спирейные (Spiraeoideae) семейства Розовые (Rosaceae) порядка Розоцветные (Rosales).
|  |                                      |  |                                                              |                                                              |                   |  | ещё 8 семейств (согласно Системе APG III) | ещё 8 семейств (согласно Системе APG III)    |                                              |  |  |  | ещё 7 триб (согласно Системе APG III)         | ещё 7 триб (согласно Системе APG III)         |  |  |  |  | ещё от 200 до 300 видов | ещё от 200 до 300 видов |
|  |                                      |  |                                                              |                                                              |                   |  | ещё 8 семейств (согласно Системе APG III) | ещё 8 семейств (согласно Системе APG III)    |                                              |  |  |  | ещё 7 триб (согласно Системе APG III)         | ещё 7 триб (согласно Системе APG III)         |  |  |  |  | ещё от 200 до 300 видов | ещё от 200 до 300 видов |
|  |                                      |  |                                                              | порядок Розоцветные                                          |                   |  |                                           |                                              | подсемейство Спирейные                       |  |  |  |                                               | род Боярышник                                 |  |  |  |  |                         |                         |
|  |                                      |  |                                                              | порядок Розоцветные                                          |                   |  |                                           |                                              | подсемейство Спирейные                       |  |  |  |                                               | род Боярышник                                 |  |  |  |  |                         |                         |
|  | отдел Цветковые, или Покрытосеменные |  |                                                              |                                                              | семейство Розовые |  |                                           |                                              | триба Pyreae                                 |  |  |  | вид Боярышник Мейера                          |                                               |  |  |  |  |                         |                         |
|  | отдел Цветковые, или Покрытосеменные |  |                                                              |                                                              |                   |  |                                           |                                              |                                              |  |  |  |                                               |                                               |  |  |  |  |                         |                         |
|  |                                      |  | ещё 44 порядка цветковых растений (согласно Системе APG III) | ещё 44 порядка цветковых растений (согласно Системе APG III) |                   |  |                                           | ещё 8 подсемейств (согласно Системе APG III) | ещё 8 подсемейств (согласно Системе APG III) |  |  |  | ещё около 60 родов (согласно Системе APG III) | ещё около 60 родов (согласно Системе APG III) |  |  |  |  |                         |                         |
|  |                                      |  |                                                              | ещё 44 порядка цветковых растений (согласно Системе APG III) |                   |  |                                           |                                              | ещё 8 подсемейств (согласно Системе APG III) |  |  |  |                                               | ещё около 60 родов (согласно Системе APG III) |  |  |  |  |                         |                         |